# Sikaku
Sikaku (em japonês: 四角に切れ, shikaku ni kire) é um jogo de puzzle lógico publicado por Nikoli. Em 2011, foram lançados dois livros constituídos inteiramente de puzzles sikaku por Nikoli.

## Regras

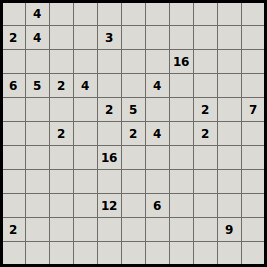
Uma configuração inicial.

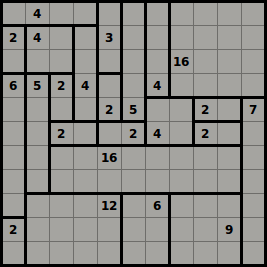
Uma solução.

O Sikaku é jogado numa grelha horizontal. Alguns dos quadrados na grelha estão numerados. O objetivo é dividir a grelha em peças retangulares e quadrangulares para que cada peça contenha exatamente um número, e que cada número representa a área do retângulo.  